# Vereinsbank Hamburg
Die Vereinsbank Hamburg war eine Hamburger Regionalbank, die 1856 als Vereinsbank in Hamburg gegründet wurde, 1974 mit der Westbank zur Vereins- und Westbank fusionierte und 2005 in die Hypovereinsbank integriert wurde.

## Gründung

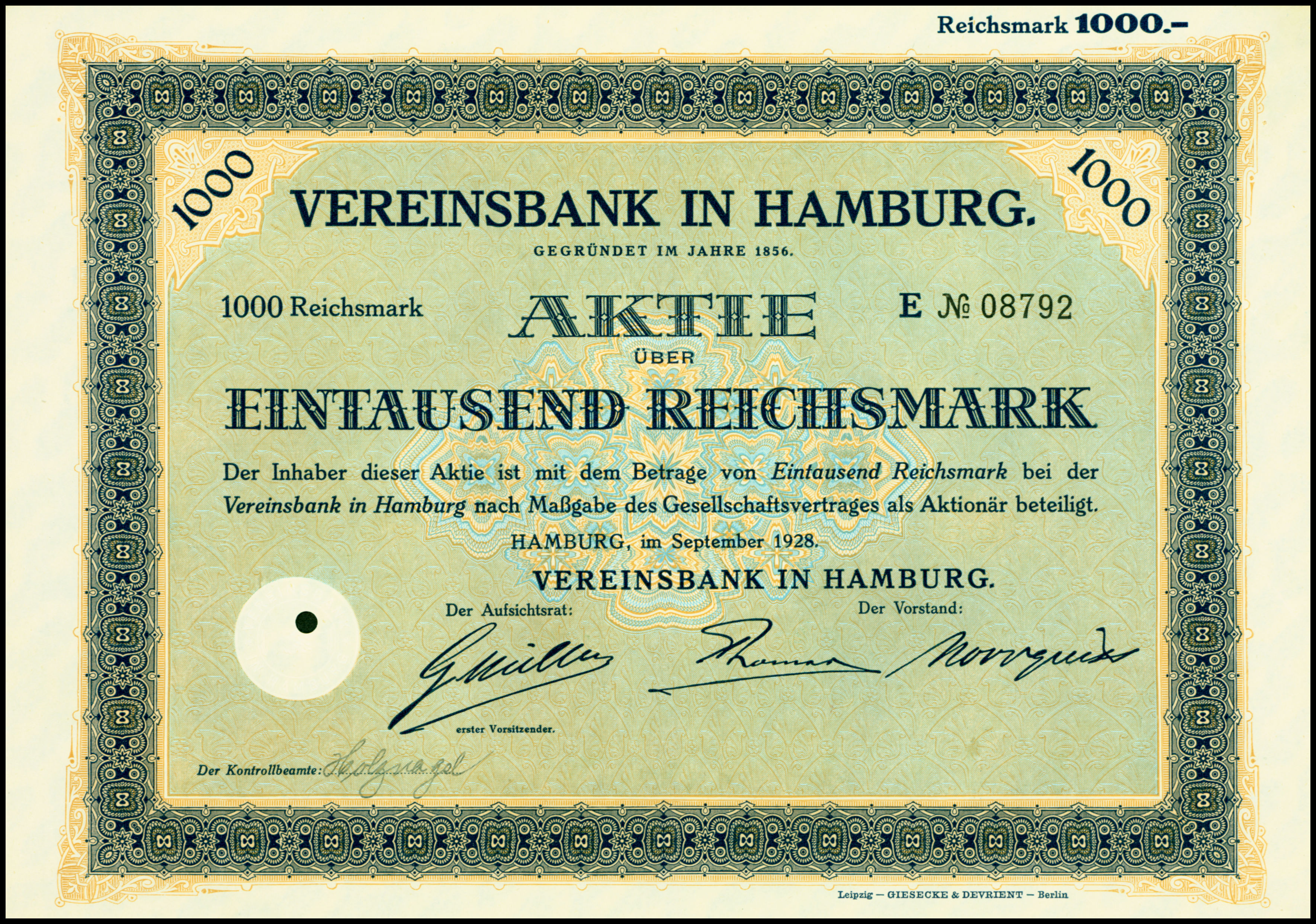
Aktie über 1000 RM der Vereinsbank in Hamburg vom September 1928

Nachdem Mitte des 19. Jahrhunderts erfolgreich einige Banken als Aktiengesellschaften gegründet wurden, wie der A. Schaaffhausen’scher Bankverein, Köln oder die Disconto-Gesellschaft, Berlin, wurde auch in Hamburg über Gründung einer aktien-basierten Bank nachgedacht. Einige Hamburger Kaufleute gründeten 1854 ein Konsortium, das die Gründung einer Norddeutschen Bank vorsah, die auch das Recht haben sollte, Noten auszugeben.
Die Verhandlungen mit dem Rat der Stadt Hamburg gestalteten sich schwierig und zogen sich über Jahre hin, so dass eine andere Gruppe Kaufleute kurzerhand nach Londoner Vorbild 1856 die Vereinsbank gründete. Ihr erster Archivar war Daniel Bartels.
Diese Gruppe von Kaufleuten bestand vorwiegend aus Hamburger Merchant Bankers, die mit England handelten, sie sollten in den folgenden Jahren bleibenden Einfluss behalten. Dieser Gruppe gehörten an: Johann Christian Söhle vom Bankhaus Haller, Söhle & Co., Johann Heinrich Gossler von Johann Berenberg, Gossler & Co., Wilhelm Amsinck Teilhaber von  Johannes Schuback und Söhne, Rudolph Schröder von Schröder Gebr. & Co., Edward A. Newman von Hesse Newman, Georg Heinrich Kaemmerer Teilhaber von G. H. Kaemmerere Söhne und einige andere. Das Gründungskapital betrug 20 Millionen Mark Banco, wovon 5 Mio. für die Gründungsmitglieder reserviert blieben, die ausgegebenen Aktien zu 200 Mark Banco wurden bei der Subskription 29-mal überzeichnet. Am  11. August 1856 wurde die Gesellschaft beim Handelsregister eingetragen und die ersten vorläufigen Geschäftsräume an der Adresse Alter Wall 62 bezogen.
Die Norddeutsche Bank wurde zwei Tage später, nun auch ohne eigene Banknoten, gegründet.